# Sabellaria spinulosa
Sabellaria spinulosa é uma espécie de anelídeo pertencente à família Sabellariidae.
A autoridade científica da espécie é Leuckart, tendo sido descrita no ano de 1849.
Trata-se de uma espécie presente no território português, incluindo a sua zona económica exclusiva.